# Anna Laaksonen

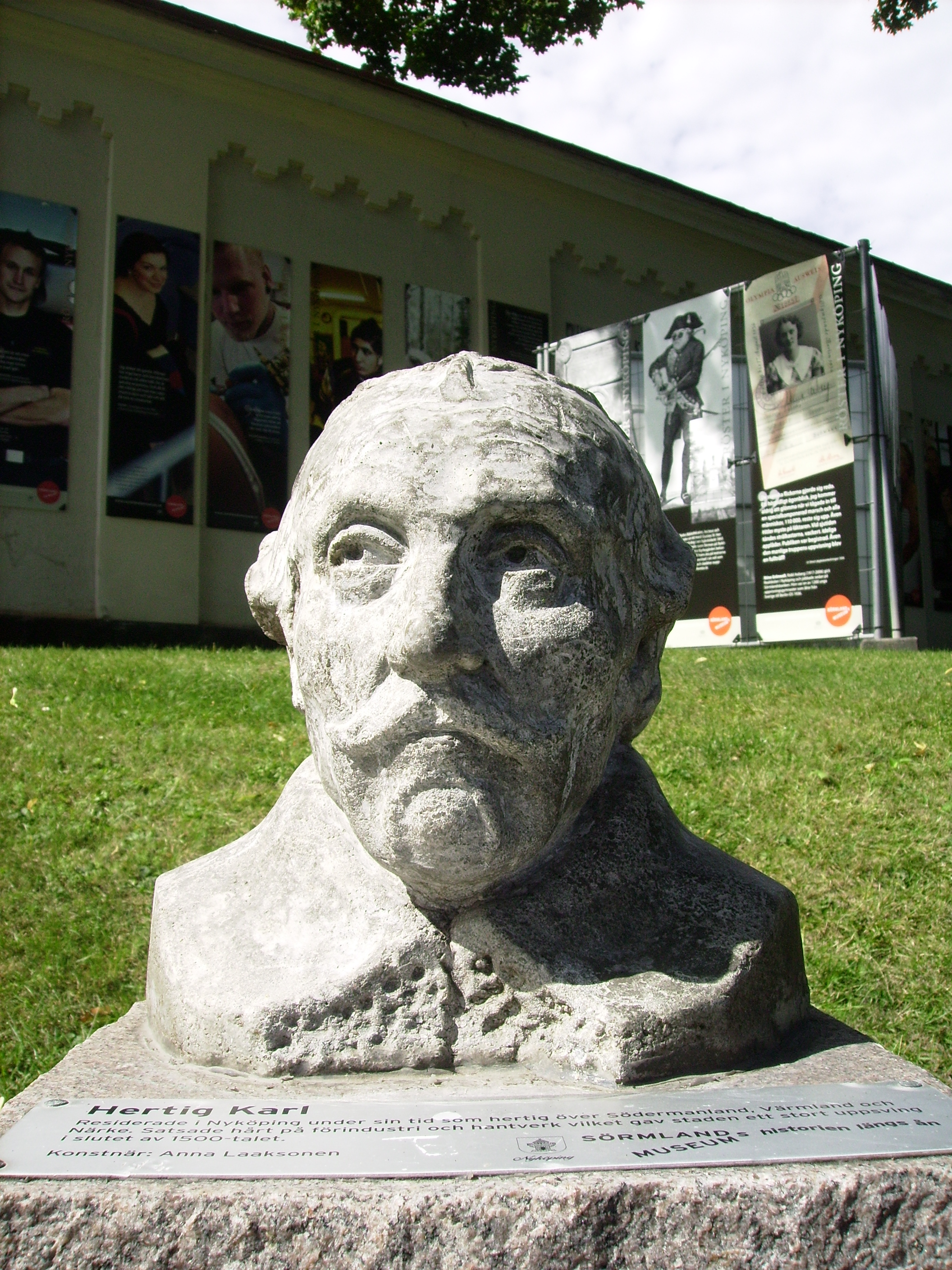
Karl IX, Nyköping

Anna Filippa Laaksonen, född 9 april 1974, är en svensk skulptör.
Anna Laaksonen arbetar som slöjd och bildlärare på Vittra Kungshagen i Nyköping och har utfört porträttbyster i Nyköping.

## Offentliga verk i urval
- Hertig Karl, 1998, utanför Nyköpings bryggeri (vid ingången till Nyköpingshus) i Nyköping
- Jacob Serenius, betong, 1998, utanför Alla Helgona kyrka, Nyköping
- Joakim Danckwardt, Västra Kvarngatan i Nyköping

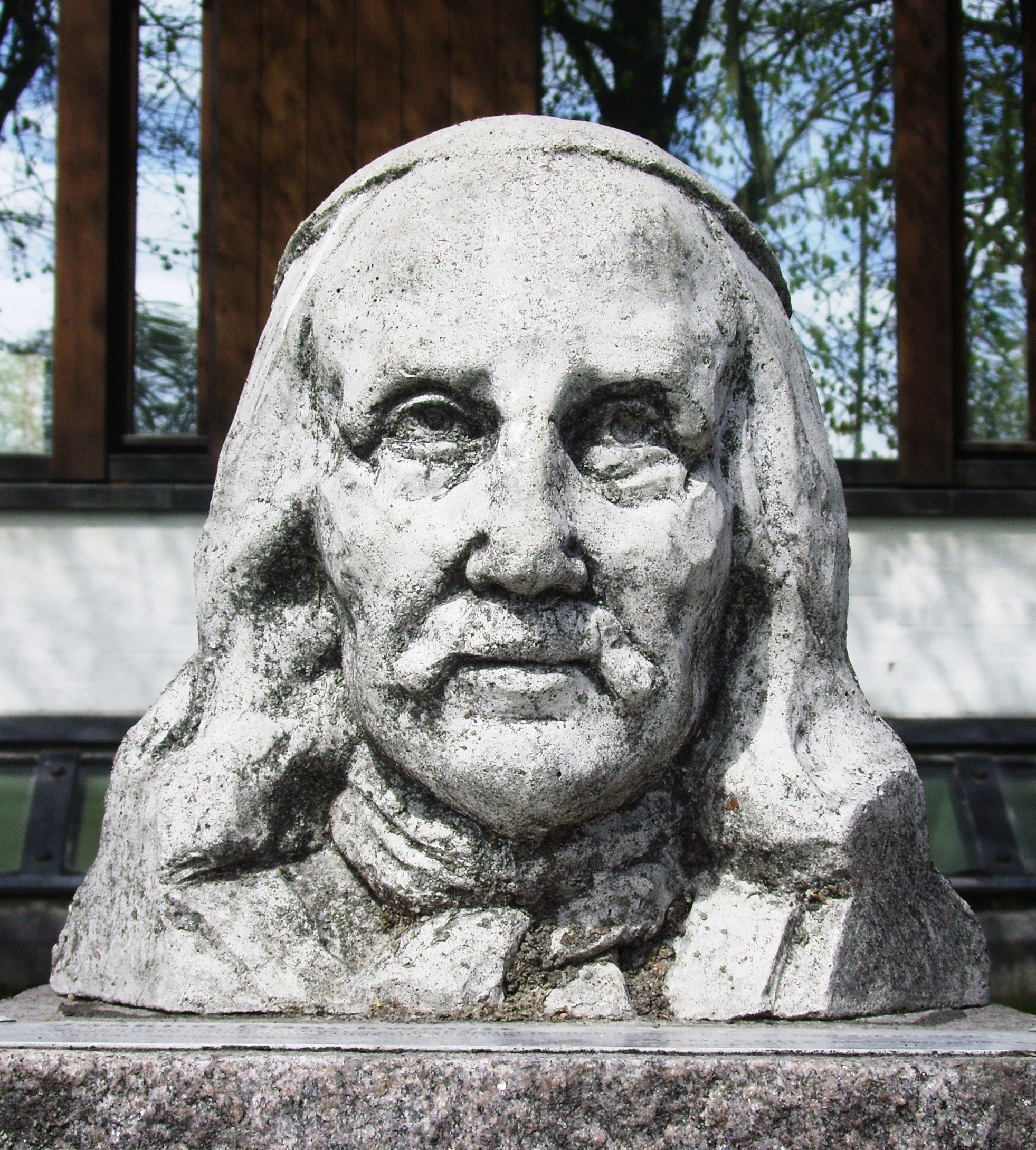
Joakim Danckwardt, Nyköping
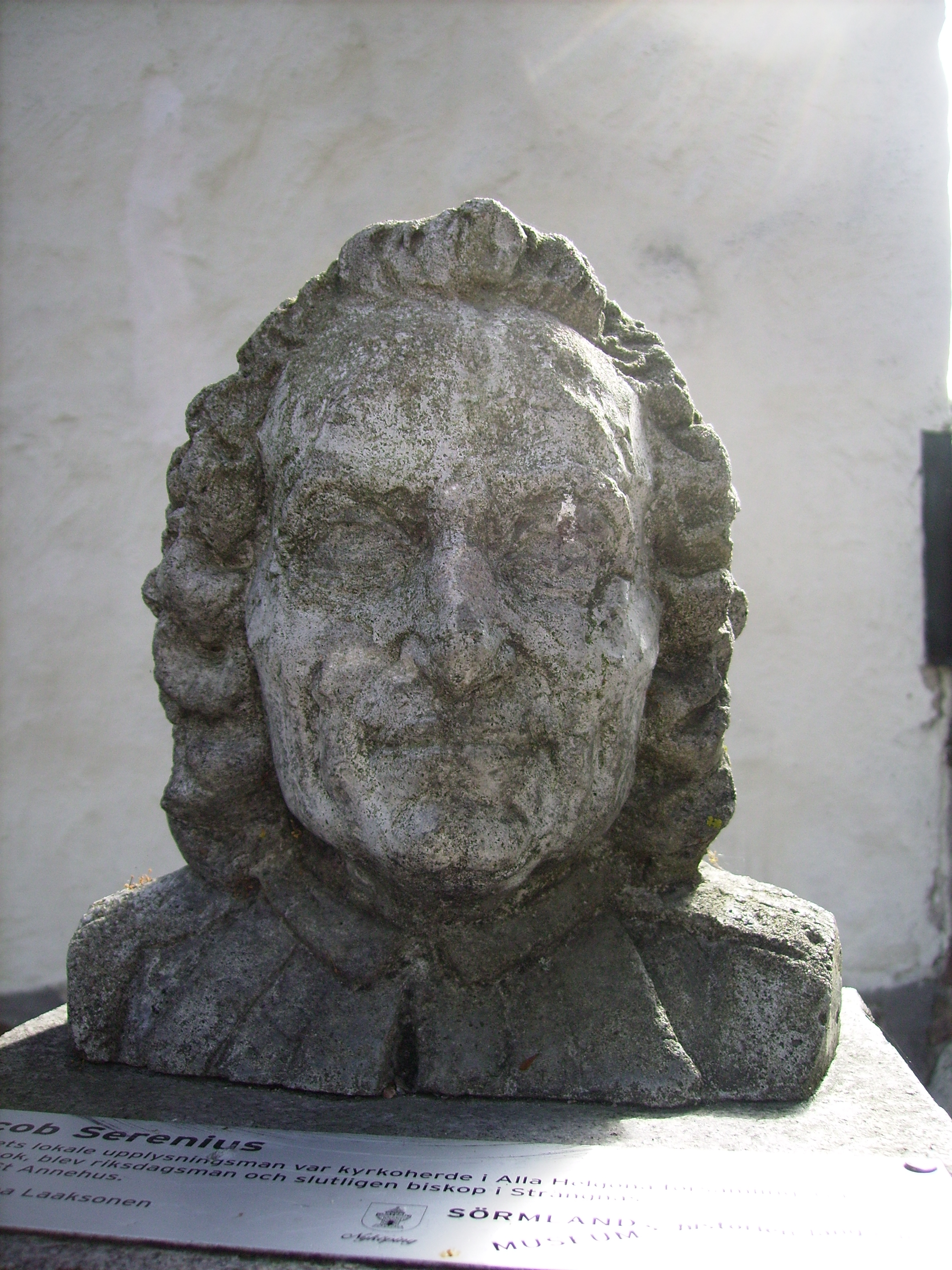
Jacob Serenius, Nyköping